# Civilization II
Sid Meier's Civilization II е походова стратегическа игра, продължение на Sid Meier's Civilization. Издадена е като продължение на Civilization през 1996 година за персонален компютър и после за Sony PlayStation. През 2002 г. Atari преиздават играта за по-нови операционни системи, като Windows Me и Windows XP.
Играта представлява развиването на цивилизация.

## Описание
Играта Civilization II е много подобна на първата версия Civilization. В Civilization II обаче има множество подобрения. Въведени са нови „чудеса на света“, нови единици, добавени са други технологии. Графиката е добре променена спрямо Civilization I. Движението на единиците по реките намалява с 1/3, а по жп линиите е безкрайно. Легионите са по-добри спрямо първата версия. Забелязва се новите единици със стелт технология. Играта предлага и редактор на картите.

## Победа
Победите са 2 вида:
1) Като се превземат всички народи до 2020 година;
2) Като се изпрати спътник в космоса.
След това може да се продължи с играта Alpha Centauri, която започва с кацането на космическия кораб на планетата.

## Разширения
- Civilization II Gold въвежда игра в мрежа
- Fantastic Worlds въвежда уникални единици
- Civilization II: Test of Time – това е друга игра, излязла през 1999 година, с много добри подобрения в графиката. Единиците започват да се движат триизмерно анимирано. Поддържа се мрежова игра.

## Сценарии
Сценариите са може би една от най-интересните части на играта може да се проиграят истински войни и да се види вероятен техен друг изход. В интернет има много различни сценарии, но повечето са за различни места на втората световна война. В един сценарий може да се направи горе-долу всичко обаче не може да се променя изгледа вътре в града.

## Главни серии
- Civilization (1991)
- Civilization II (1996)

- Civilization II: Conflicts in Civilization (1996)
- Civilization II: Fantastic Worlds (1997)

- Civilization II: Test of Time (1999)
- Civilization III (2001)

- Civilization III: Play the World (2002)
- Civilization III: Conquests (2003)

- Civilization IV (2005)

- Civilization IV: Warlords (2006)
- Civilization IV: Beyond the Sword (2007)

- Civilization IV: Colonization (2008)
- Civilization Revolution (2008)
- Civilization Network (2010)
- Civilization V (2010)

Sid Meier's Alpha Centauri от 1999 г. е продължение на поредицата, след като се изстреля спътник в космоса към планета в Alpha Centauri.
Отделно от тези версии съществува играта FreeCiv – аналог на Civilization II, който е свободен софтуер. Съществуват нейни версии за Linux, Windows, Mac OS X, OpenBSD, NetBSD, RISC OS, OS/2, QNX, Amiga и много други платформи.

## Характеристики

### Цивилизации
Няма всички страни, но от дадените по-долу може да се избере коя да е и да се редактира.
| - Американци - Ацтеки - Вавилонци - Картагенци - Келти - Китайци - Египтяни | - Англичани - Французи - Германци - Гърци - Индийци - Японци - Монголци | - Персийци - Римляни - Руснаци - Испанци - Сиукси - Викинги - Зулуси |  |

### Технологии
| - Азбука - Бронзова епоха - Конни ездачи - Боен кодекс - Керамика - Церемониално погребение - Зидария - Валута - Мистицизъм - Бъдещи технологии - Картография - Колело - Математика - Политеизъм - Писменост - Конституция - Грамотност - Монархия - Железария - Мостостроене - Мореплаване - Строителство - Търговия | - Философия - Република - Рицарство - Инженер - Астрономия - Монотеизъм - Феодализъм - Банкерство - Изобретение - Демокрация - Теология - Барут - Университет - Навигация - Теория на Гравитацията - Физика - Пълководство - Магнетизъм - Атомна теория - Химия - Тактика - Медицина | - Металургия - Канализация - Парна машина - Експлозиви - Железница - Индустриализация - Военна повинност - Икономика - Фундаментализъм - Електричество - Стомана - Комунизъм - Шпионаж - Партизанска борба - Електроника - Горене - Ремонт - Летене - Радио - Двигателни инструменти - Автомобил - Замразяване | - Подвижно воюване - Корпорацията - Атомно делене - Минимизиране - Масово производство - Ядрена енергия - Рециклиране - Профсъюзи - Напреднало Летене - Роботика - Ракетна техника - Космически полет - Сухопътна война - Пластмаса - К. армия - Генни Инженери - Лазерът - Стелт - Компютри - Стопяваща сила |

### Правителства
В по-новите версии има и други правителства.
| - Анархия - Демокрация - Комунизъм - Фундаментализъм - Република - Деспотизъм - Монархия |

### Единици
Общо са 45 в Civilization II. Повечето съществуват в 'Civilization', но има някои нови единици и други преименувани.
За повече детайли: Civilization II единици
| - Бойци - Фаланга - Стрелци - Легиони - Копиеносци - Мускетари - Пушкари - Заселник - Инженер | - Конник - Колесница - Слон - Рицар - Кръстоносец - Драгун - Кавалерия - Танк - Бронетранспортьор | - Керван - Търговски превоз - Партизан - Морски пехотинец - Парашутист - Катапулт - Топ - Артилерия - Гаубица | - Трирема - Каравела - Галеон - Фрегата - Транспортен кораб - Брониран Крайцер - Мощен кораб - Разрушител - самолетоносач | - изтребител - бомбардировач - Стелт Изтребител - Стелт Бомбардировач - Хеликоптер - Ракета Круз - Атомна бомба - Дипломат - Шпионин |  |

### Градски подобрения
| - Казарми - Градски стени - Брегова крепост - Противовъздъшна отбрана - Нефтена Платформа - Пристанище - Пристанищно съоръжение - Пазар - Банка - Стокова Борса - Летище - Магистрала - Библиотека - Университет - Изследователска лаборатория - Фабрика - Електроцентрала | - ВЕЦ - Слънчева Централа - Атомна Централа - Промишлена Фабрика - Дворец - Храм - Колизеум - Катедрала - Съд - Рециклиращ Център - Масов Превоз - Полицейски Участък - Супермаркет - Акведукт - Водоснабдяване и канализация - Противоатомна Защита |  |

### Чудесата на Света
| Античност - Пирамиди - Висящите Градини - Оракул - Великата китайска стена - Александрийски фар - Великата Библиотека - Колос | Ренесанс - Слънчевата Tzu's Военна Академия - Обсерваторията Коперник - Църква Микеланджело - Шекспиров Театър - Крал Ричард Кръстоносен Поход - Посолство Марко Поло - Магеланска Експедиция | Индустриална революция - Колеж Исак Нютон - Работилницата на Леонардо Да Винчи - Пътешествието на Чарлз Дарвин - Айфеловата Кула - Катедралата на Й. С. Бах - Статуята на Свободата - Адам Смит Търговска Компания | Съвременна епоха - Обединените Нации - проектът Манхатън - Програмата SETI - !!!Apollo Program - Право на вот за жените - Лек за Рака - Пречистващ Язовир |  |